# Lioheterophis iheringi
Lioheterophis iheringi är en ormart som beskrevs av Amaral 1935. Lioheterophis iheringi är ensam i släktet Lioheterophis som ingår i familjen snokar. Arten tillhör underfamiljen Dipsadinae som ibland listas som familj.
Inga underarter finns listade i Catalogue of Life.
Arten är med en längd mindre än 75 cm en liten orm. Den förekommer i delstaten Paraíba i nordöstra Brasilien. Habitatet utgörs av träskmarker och andra fuktiga landskap. Denna orm har groddjur som föda. Antagligen lägger honor ägg.